# Jonathan Toews
Pour les articles homonymes, voir Toews.
Jonathan Bryan Toews (né le 29 avril 1988 à Winnipeg au Canada) est un joueur professionnel canadien de hockey sur glace.
Il est Franco-Manitobain, sa mère Andrée Gilbert étant originaire de Sainte-Marie, en Beauce, au Québec. Il a un frère, David, lui aussi joueur de centre. Il est allé à l'école Christine-Lesperance et Lacèrte.

## Biographie

### Carrière de joueur
En 2005, il commence sa carrière avec l'Université du Dakota du Nord dans la NCAA. Il est choisi en 3e position lors du repêchage d'entrée dans la LNH 2006 par les Blackhawks de Chicago. Le 16 mai 2007, Jonathan Toews signe son premier contrat dans la Ligue nationale de hockey avec les Blackhawks. À sa première saison en 63 rencontres, il compte 24 buts et 30 assistances pour un total de 54 points, performance qui lui vaut une nomination pour le trophée Calder avec Nicklas Backstrom et Patrick Kane.
Le 18 juillet 2008, il est nommé capitaine des Blackhawks. Il réalise son premier tour du chapeau en séries éliminatoires lors du cinquième match de la demi-finale de conférence contre les Canucks de Vancouver lors de la victoire des Blackhawks 7 à 4.
Lors de la saison 2009-2010, il gagne le trophée Conn-Smythe du meilleur joueur des séries éliminatoires (7 buts et 22 assistances soit 29 points) et remporte la Coupe Stanley avec les Blackhawks. À 22 ans, il devient le plus jeune joueur à devenir membre du Club Triple Or des joueurs ayant remporté à la fois le championnat du monde, les Jeux olympiques et la Coupe Stanley.
Il réalise sa meilleure saison statistiquement en 2010-2011 (32 buts et 44 assistances soit 76 points) mais les Blackhawks, n'accrochant qu'au dernier match leur billet pour les playoffs, se font éliminer 4-3 par Vancouver après avoir été mené 3-0 au premier tour. Il obtient au terme de la saison, une nomination pour le trophée Franck-J.-Selke.
Il est sur la couverture de NHL 11 de la série NHL d'EA Sports et succède à son coéquipier Patrick Kane.
Le 23 février 2012, il est impliqué dans un accident routier avec sa Mercedes. Le capitaine des Blackhawks est légèrement blessé au haut du corps. En conséquence, Toews manque une partie de la saison régulière 2011-2012. La saison raccourcie 2012-2013 est excellente pour Chicago, qui finit 1er de la conférence Ouest, finissant celle-ci avec 23 buts et 25 assistances soit 48 points pour 47 matchs joués. Il est, par ailleurs, récompensé de ses efforts défensifs pour un attaquant par le trophée Frank-J.-Selke. Les Blackhawks accèdent à la finale de la Coupe Stanley qu'ils remportent 4-2 face à Boston. C'est la deuxième Coupe Stanley de la carrière de Toews.
Lors de la saison 2013-2014, il marque 28 buts et 40 assistances soit 68 points en 76 matchs. Lors du premier tour des Séries éliminatoires de la Coupe Stanley 2014, il inscrit le but victorieux du 5e match en prolongation alors que les 2 équipes sont à égalité 2 matchs partout dans la série. Au 2e tour, il marque à nouveau le but victorieux dans le cinquième match face à Minnesota. Il inscrit notamment un doublé lors du 3e match de la finale d'association que les Blackhawks perdent 4-3 face aux Kings de Los Angeles. Ses qualités défensives pour un attaquant sont à nouveau remarquées, ce qui lui vaut une 3e nomination pour le trophée Frank-J.-Selke, finalement remporté par Patrice Bergeron. Preuve de son important leadership, il est nommé pour la 2e année de suite pour le trophée Mark-Messier mais ne le remporte à nouveau pas.
Le 15 juin 2015, il remporte sa troisième Coupe Stanley avec les Blackhawks. Nommé pour les trophées Mark-Messier et Frank J. Selke, il remporte le premier, Patrice Bergeron remportant le 2e.
En août 2023, Jonathan Toews prend une pause d'une durée indéterminée pour des raisons de santé sans pour autant annoncer sa retraite.
Le 20 juin 2025, les Jets de Winnipeg annoncent avoir conclu une entente d'un an avec le joueur natif de la région. Il s'agit d'un retour après deux ans d'absence.

### Carrière internationale
Il représente l'équipe canadienne en compétitions internationales. Avec celle-ci, il prend part au championnat du monde junior de hockey sur glace de 2006, 2007 ainsi qu'au championnat du monde 2007 et 2008 et remporte la médaille d'or lors des Jeux olympiques 2010 et des Jeux olympiques 2014. Lors du tournoi de 2010, tournoi au terme duquel il est nommé meilleur attaquant, il ne marque qu'un seul but, celui de l'ouverture du score lors de la finale face aux États-Unis. En 2014, il ne marque également qu'un seul but et c'est aussi celui de l'ouverture du score de la finale, cette fois face à la Suède.

## Statistiques

### En club
| Saison     | Équipe                       | Ligue      |       | Saison régulière | Saison régulière | Saison régulière | Saison régulière | Saison régulière |    | Séries éliminatoires | Séries éliminatoires | Séries éliminatoires | Séries éliminatoires | Séries éliminatoires |
| Saison     | Équipe                       | Ligue      | PJ    | B                | A                | Pts              | Pun              | PJ               | B  | A                    | Pts                  | Pun                  |                      |                      |
| 2005-2006  | Université du Dakota du Nord | NCAA       | 41    | 21               | 17               | 38               | 22               | -                | -  | -                    | -                    | -                    |                      |                      |
| 2006-2007  | Université du Dakota du Nord | NCAA       | 34    | 18               | 28               | 46               | 10               | -                | -  | -                    | -                    | -                    |                      |                      |
| 2007-2008  | Blackhawks de Chicago        | LNH        | 64    | 24               | 30               | 54               | 44               | -                | -  | -                    | -                    | -                    |                      |                      |
| 2008-2009  | Blackhawks de Chicago        | LNH        | 82    | 34               | 35               | 69               | 51               | 17               | 7  | 6                    | 13                   | 26                   |                      |                      |
| 2009-2010  | Blackhawks de Chicago        | LNH        | 76    | 25               | 43               | 68               | 47               | 22               | 7  | 22                   | 29                   | 4                    |                      |                      |
| 2010-2011  | Blackhawks de Chicago        | LNH        | 80    | 32               | 44               | 76               | 26               | 7                | 1  | 3                    | 4                    | 2                    |                      |                      |
| 2011-2012  | Blackhawks de Chicago        | LNH        | 59    | 29               | 28               | 57               | 28               | 6                | 2  | 2                    | 4                    | 6                    |                      |                      |
| 2012-2013  | Blackhawks de Chicago        | LNH        | 47    | 23               | 25               | 48               | 27               | 23               | 3  | 11                   | 14                   | 18                   |                      |                      |
| 2013-2014  | Blackhawks de Chicago        | LNH        | 76    | 28               | 40               | 68               | 26               | 19               | 9  | 8                    | 17                   | 8                    |                      |                      |
| 2014-2015  | Blackhawks de Chicago        | LNH        | 81    | 28               | 38               | 66               | 36               | 23               | 10 | 11                   | 21                   | 8                    |                      |                      |
| 2015-2016  | Blackhawks de Chicago        | LNH        | 80    | 28               | 30               | 58               | 62               | 7                | 0  | 6                    | 6                    | 10                   |                      |                      |
| 2016-2017  | Blackhawks de Chicago        | LNH        | 72    | 21               | 37               | 58               | 35               | 4                | 1  | 1                    | 2                    | 0                    |                      |                      |
| 2017-2018  | Blackhawks de Chicago        | LNH        | 74    | 20               | 32               | 52               | 47               | -                | -  | -                    | -                    | -                    |                      |                      |
| 2018-2019  | Blackhawks de Chicago        | LNH        | 82    | 35               | 46               | 81               | 40               | -                | -  | -                    | -                    | -                    |                      |                      |
| 2019-2020  | Blackhawks de Chicago        | LNH        | 70    | 18               | 42               | 60               | 48               | 9                | 5  | 4                    | 9                    | 2                    |                      |                      |
| 2021-2022  | Blackhawks de Chicago        | LNH        | 71    | 12               | 25               | 37               | 39               | -                | -  | -                    | -                    | -                    |                      |                      |
| 2022-2023  | Blackhawks de Chicago        | LNH        | 53    | 15               | 16               | 31               | 43               | -                | -  | -                    | -                    | -                    |                      |                      |
| Totaux LNH | Totaux LNH                   | Totaux LNH | 1 067 | 372              | 511              | 883              | 607              | 137              | 45 | 74                   | 119                  | 84                   |                      |                      |

### En équipe nationale
| Année | Équipe     | Compétition                 |   | PJ | B | A | Pts | Pun               |  | Résultat |
| 2006  | Canada U20 | Championnat du monde junior | 6 | 0  | 2 | 2 | 2   | Médaille d'or     |  |          |
| 2007  | Canada U20 | Championnat du monde junior | 6 | 4  | 3 | 7 | 12  | Médaille d'or     |  |          |
| 2007  | Canada     | Championnat du monde        | 9 | 2  | 5 | 7 | 6   | Médaille d'or     |  |          |
| 2008  | Canada     | Championnat du monde        | 9 | 2  | 3 | 5 | 8   | Médaille d'argent |  |          |
| 2010  | Canada     | Jeux olympiques             | 7 | 1  | 7 | 8 | 2   | Médaille d'or     |  |          |
| 2014  | Canada     | Jeux olympiques             | 6 | 1  | 2 | 3 | 0   | Médaille d'or     |  |          |
| 2016  | Canada     | Coupe du monde              | 6 | 3  | 2 | 5 | 0   | Vainqueur         |  |          |

## Trophées et honneurs personnels

### Ligue nationale de hockey
- 2007-2008 : sélectionné dans l'équipe d'étoiles des recrues
- 2008-2009 : participe au 57e Match des étoiles (1)
- 2009-2010 :
  - remporte la coupe Stanley avec les Blackhawks de Chicago (1)
  - lauréat du trophée Conn-Smythe
- 2010-2011 : participe au 58e Match des étoiles (2)
- 2011-2012 : participe au 59e Match des étoiles (3)
- 2012-2013 :
  - remporte la coupe Stanley avec les Blackhawks de Chicago (2)
  - lauréat du trophée Frank-J.-Selke
  - sélectionné dans la deuxième équipe d'étoiles de la LNH
- 2014-2015 :
  - remporte la coupe Stanley avec les Blackhawks de Chicago (3)
  - lauréat du trophée Mark-Messier
  - participe au 60e Match des étoiles (4)
- 2015-2016 : participe au 61e Match des étoiles (5)
- 2016-2017 : 
  - nommé parmi les 100 plus grands joueurs de la LNH à l'occasion du centenaire de la ligue[16]
  - participe au 62e Match des étoiles (6)

### Jeux olympiques
- 2010 : médaille d'or avec l'équipe canadienne de hockey sur glace
- 2014 : médaille d'or avec l'équipe canadienne de hockey sur glace